# A Széchenyi Irodalmi és Művészeti Akadémia Miskolci Területi Csoportja

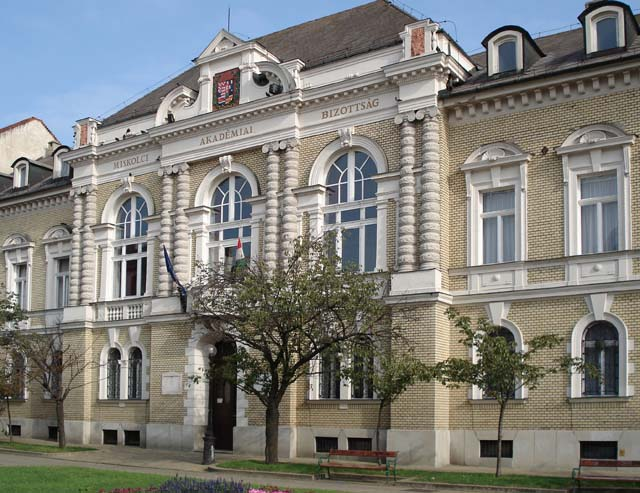
Az Akadémiai Bizottság Erzsébet téri székháza

A Széchenyi Irodalmi és Művészeti Akadémia Miskolci Területi Csoportja 2000 márciusában jött létre a Miskolci Akadémiai Bizottság (MAB) keretén belül, a Széchenyi Irodalmi és Művészeti Akadémia regionális csoportjaként. A SZIMA Miskolc a vidék első és máig egyetlen területi csoportja.
A művészetek képviselői már a Magyar Tudós Társaság első ülésén részt vettek, és közreműködtek későbbi működésében is. Arany János például tizennégy évig az MTA főtitkára, Kodály Zoltán pedig három évig a testület elnöke volt. 1949-ben azonban – a politikai változások következtében – az írókat és a művészeket kizárták az akadémiából. A rendszerváltozással együtt járó megújulás a tudós társaságra is kihatott, és 1992-ben, Kosáry Domokos, az akadémia akkori elnöke kezdeményezésére, a Magyar Tudományos Akadémia mellett, annak társult intézményeként, megalakult a Széchenyi Irodalmi és Művészeti Akadémia – az irodalom, a képzőművészek, az építészek, az iparművészek, a filmesek, a fotósok, a művészettörténészek és a zeneszerzők számára.
A Miskolci Akadémiai Bizottság, a SZIMA megalakulása után azonnal figyelemmel kezdte kísérni a művészetek régióbeli képviselőit, és 2000 júniusában – Kozák Imre elnök és Újszászy László titkár kezdeményezésére – Borsod-Abaúj-Zemplén, Heves és Nógrád megyére kiterjedően megalakult a SZIMA miskolci csoportja. Céljukként azt fogalmazták meg, hogy figyelemmel kísérik a művészeti élet meghatározó folyamatait, kifejtik ezekkel kapcsolatos álláspontjukat, szorgalmazzák az irodalmi és a művészeti hagyományok gondozását és védelmezik a művészi alkotómunka szabadságát. 1992-ben létrejött a MAB Történelemtudományi és néprajzi szakbizottságán belül a Művészettörténeti munkabizottság.
A SZIMA Miskolci Területi Csoportjának alapító tagjai Bodonyi Csaba építész, Dobrik István művészettörténész, Feledy Gyula grafikusművész, Kabdebó Lóránt irodalomtörténész, Petneki Áron művelődéstörténész és Selmeczi György zeneszerző voltak. A SZIMA Miskolcnak 2010 júliusában 33 tagja volt.